# Jean Reignier
Jean Reignier, né le 3 août 1815 à Lyon 2e où il est mort le 14 janvier 1886, est un peintre français.

## Biographie
Il a été élève à l'École des beaux-arts de Lyon, où il fut nommé professeur en 1854.
Il a formé dans son atelier de nombreux élèves, dont Claude-Antoine Dussort, Tony Tollet ou Pierre-Nicolas Euler. Sa spécialité était surtout la peinture des fleurs. Il peignit quelques portraits dans des encadrements de fleurs, notamment ceux de la reine Hortense et d’Achille Jubinal.
Il avait obtenu au Salon une deuxième médaille en 1848 avec rappel en 1861, et reçu la Légion d'honneur en 1863.
On peut trouver de ses œuvres au musée des beaux-arts de Lyon, au musée de Grenoble et au musée de Tessé.

## Œuvres
- Groupe de fruits, 1848, huile sur bois. Coll. musée de Grenoble (MG 204).